# Suorvejaure
Suorvejaure är en sjö i Jokkmokks kommun i Lappland och ingår i Luleälvens huvudavrinningsområde. Suorvejaure ligger i Pärlälvens fjällurskog Natura 2000-område.